# Семёнов, Анатолий Александрович (строитель)
Анато́лий Алекса́ндрович Семёнов (1841—1917) — военный строитель и архитектор, действительный статский советник.
Один из авторов проекта Севастопольского отдела на Политехнической выставке в Москве 1872 года. Соавтор архитектора В. О. Шервуда при разработке проекта здания Российского Исторического музея (1875). Более поздние его работы: храм во имя святителя Тихона Задонского в Сокольничьей роще (1875, воссоздание; первоначальный несохранившийся проект П. П. Зыкова); Петровско-Александровский пансион-приют дворянства (с 1945 года — НИИ нейрохирургии им. Н. Н. Бурденко); жилой дом (там же) для врачей и воспитателей с лазаретом; главный корпус (там же) с храмом во имя святителя Николая Чудотворца (все эти постройки — начала 1900-х годов) и многие другие.

## Биография
Родился в 1841 году (по другим данным — 1842) в Вятской губернии.
Начальное образование получил в школе деревни Шербаши, ныне Республики Чувашии.
Учился в Константиновском военном училище, затем окончил курс в Николаевской инженерной академии со званием военного инженера по первому разряду и был направлен в инженерное управление Московского военного округа. В течение первых семи лет удостоился трёх наград: ордена святого Станислава 3-й и 2-й степеней и ордена святой Анны 3-й степени.

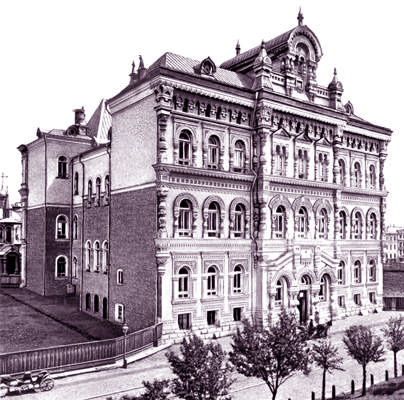
Москва. Здание Политехнического музея в 1880-е годы.

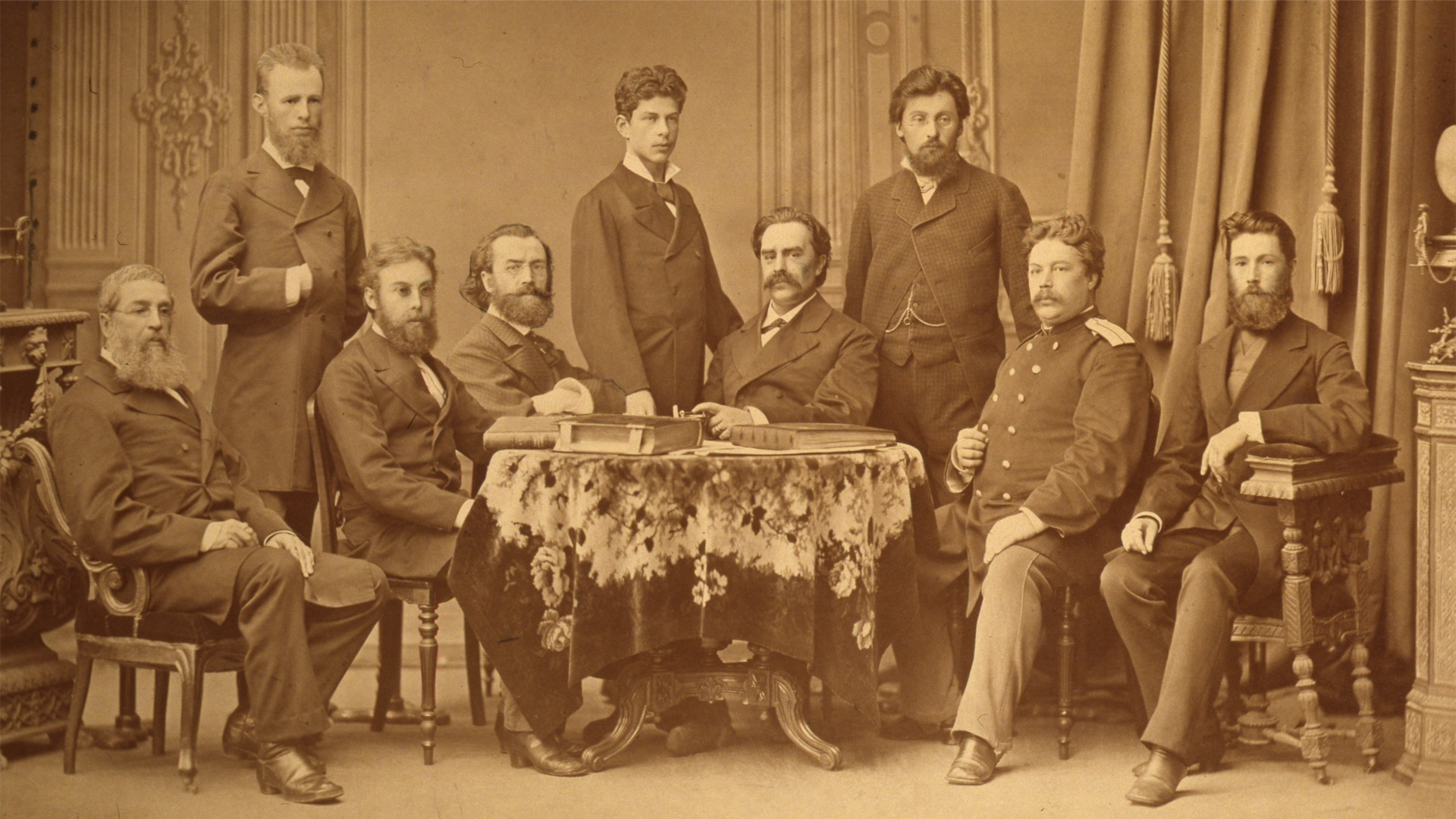
Одни из основателей Исторического музея в Москве.(4-й справа - А.А.Семёнов) 1875-1878гг

Летом 1871 года А. А. Семёнов вышел в отставку и принял участие в организации Севастопольского отдела Политехнической выставки в Москве (1872). Член Московского архитектурного общества. С 1873 года служил чиновником для особях поручения при московском генерал-губернаторе.
В 1875 году победил (совместно с В.Шервудом) в конкурсе проектов здания Исторического музея в Москве.
С 1892 года был членом, а с 1894 года — председателем технического совета Московской городской управы.
В 1892—1912 годах был главным инженером городской канализации, возглавлял работы по её постройке.
С 1906 года заведовал Архитектурным отделом Политехнического музея.
Семёнов провел расчеты акустики при строительстве Большой аудитории Политехнического музея. Профессор Д. Н. Анучин отмечал в отчете за 1910 год, что «новая Большая аудитория Политехнического музея является лучшей аудиторией в Москве». Комитет Политехнического музея постановил в честь авторов проекта поместить в аудитории мемориальную доску с надписью:

Аудитория сооружена в 1907—1908 годах по проекту и под наблюдением инженера Анатолия Александровича Семёнова, при ближайшем сотрудничестве архитектора И. П. Машкова, 3. И. Иванова и инженера путей сообщения Н. А. Алексеева.
До настоящего времени эта памятная доска не сохранилась. За свои труды по устройству Большой аудитории Политехнического музея А. А. Семенов был награждён чином действительного статского советника.
Возглавлял Семенов и специально созданную Комиссию Политехнического музея, следившую за строительством левого крыла здания музея.
Умер 29 марта 1917 года; похоронен на кладбище Ново-Алексеевского монастыря.